# Götgatan
Die Götgatan ist eine Straße auf Södermalm in Stockholm. Sie verläuft in nord-südlicher Richtung von Södermalmstorg im Norden, zum Skanstull im Süden und hat eine Länge von ca. 1.600 Metern.

## Geschichte

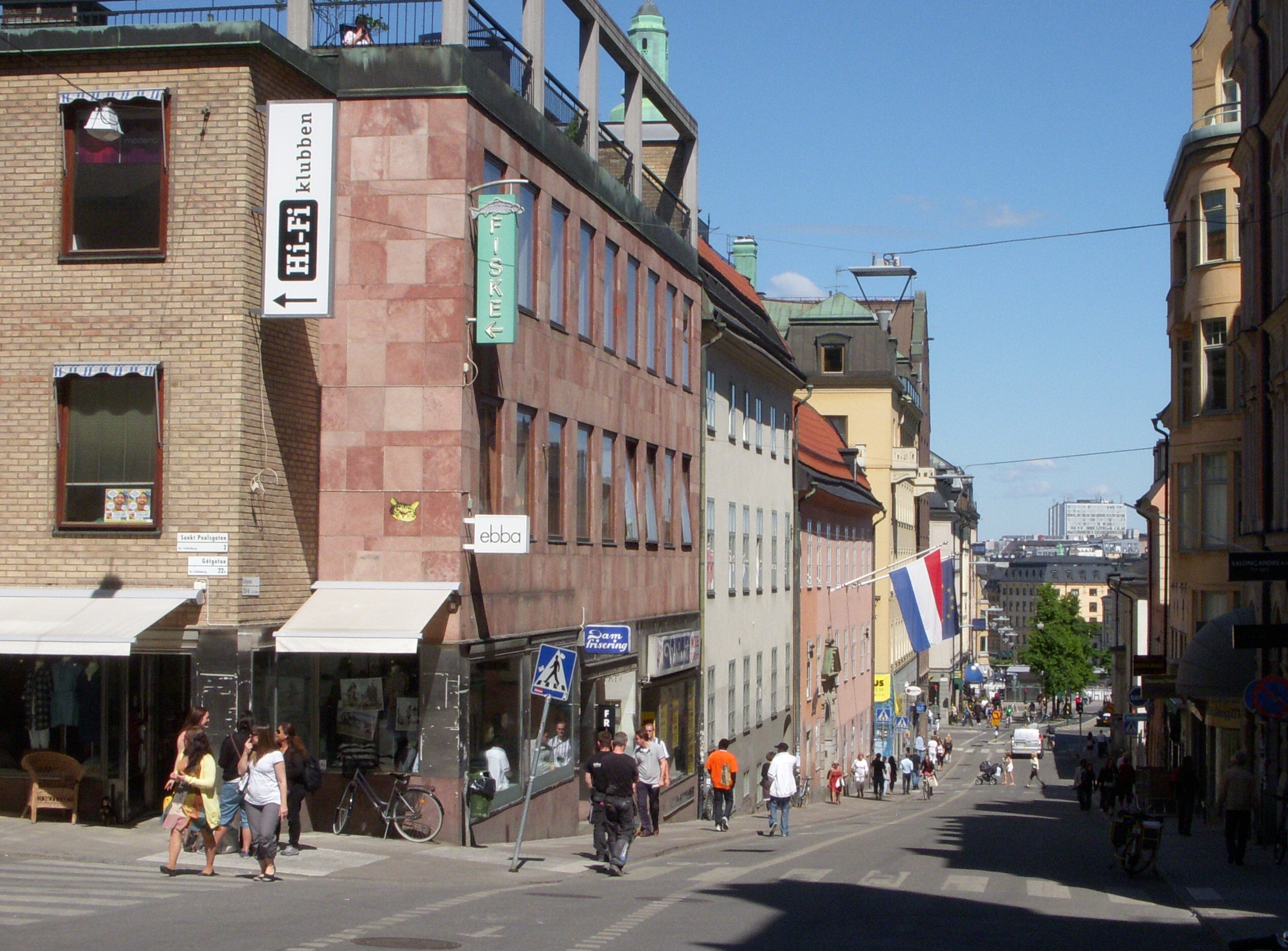
Götgatan in Richtung Norden

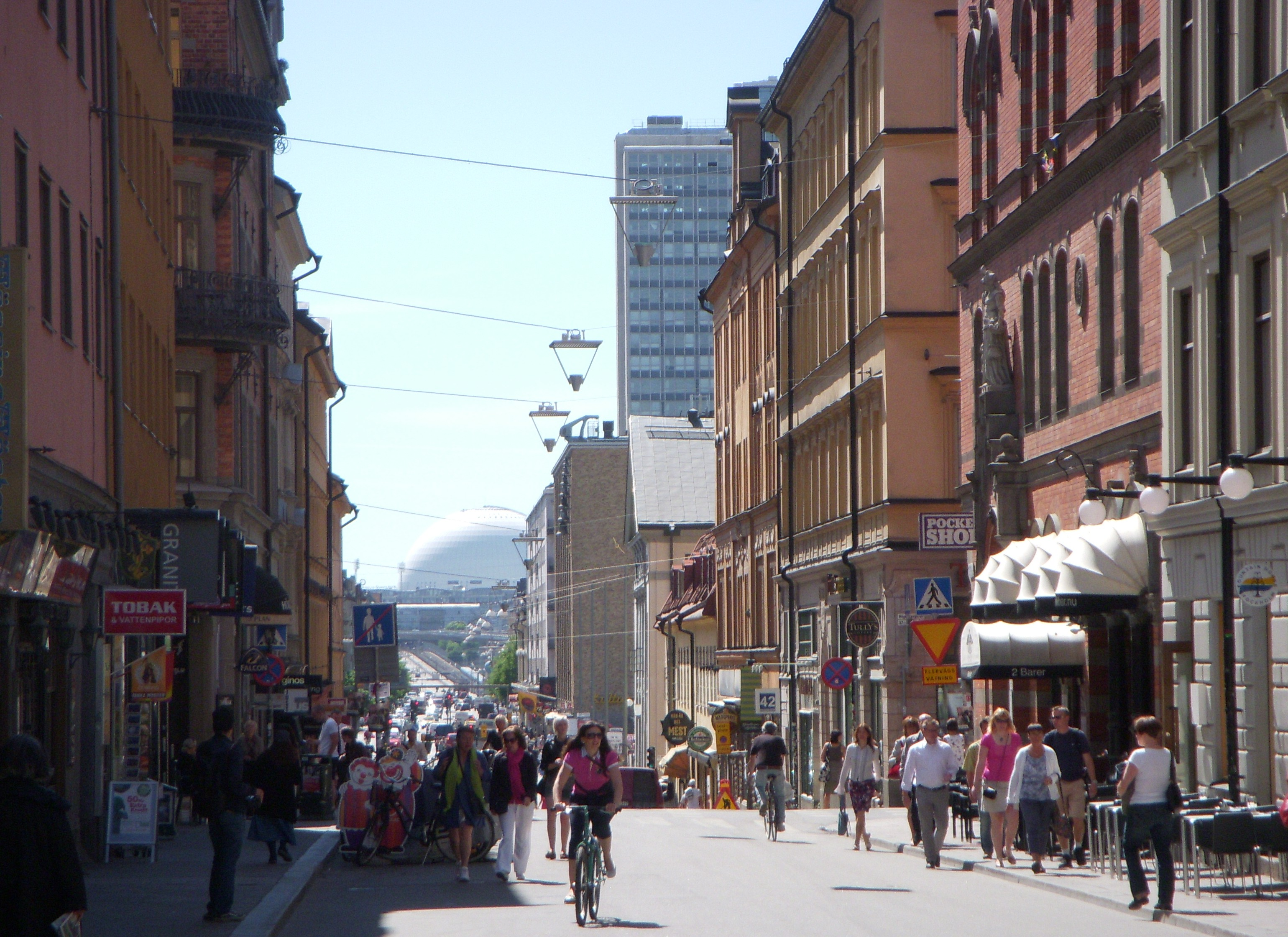
Götgatan in Richtung Süden

Die Götgatan war ursprünglich Teil der ältesten Wegverbindung von Stockholm nach Süden, dem Göta landsväg. 1494 wurde die Straße erstmals schriftlich erwähnt und hieß dort „Almenningx weghen“ (Allgemeiner Weg). Danach folgten verschiedene Namen wie Store Strokgatun und Grindsgatan. Im Jahr 1644 bekam sie ihre jetzige Bezeichnung „Göthegathon“, also Götgatan. Es wird vermutet, dass man mit diesem Namen an die Fortsetzung dieser Straße nach Süden, dem Götha vägen (Göta landsväg), anknüpfen wollte. 
Der südliche Teil der Götgatan hieß von 1733 bis 1861 Postmästar Backen (Postmeister Hügel), benannt nach dem deutschstämmigen Johan von Beijer. Er stand in schwedischem Dienst und wurde 1642 zum Chef für das schwedische Postwesen ernannt.

## Götgatan heute
Der nördliche Teil der Götgatan, vom Medborgarplatsen an, ist ein steil ansteigender, schmaler Straßenzug, genannt Götgatsbacken, seit 2006 eine Fußgängerzone mit vielen Restaurants und kleinen Läden. Ansonsten ist die Götgatan immer noch eine verkehrsreiche Hauptstraße durch Södermalm, auch wenn sie seit 1991 vom parallel verlaufenden Söderledstunnel entlastet wurde.